# 乔治·B·菲尔德
乔治·B·菲尔德（英語：George B. Field，1929年10月25日—），出生于罗德岛州普罗维登斯，美国天体物理学家。

## 生平

### 教育经历
菲尔德在小时候就显示了对天文学的兴趣，但在他的父亲的敦促下，他进入了麻省理工学院的化学工程专业学习。由于不喜欢化学工程，他转向了天体物理学。毕业后，进入普林斯顿大学深造。

### 研究生涯
菲尔德从事等离子体振荡的研究，之后对宇宙学产生了兴趣。1973年，他成为哈佛－史密松天体物理中心（CFA）的创始主任。1982年卸任CFA主任，由欧文·夏皮罗继任。
1980年代初期，菲尔德主持了美国国家科学院的一项十年研究，它旨在为美国天文学研究提供优先级建议。

## 学生
他的博士生包括肖恩·M·卡罗尔、卡尔·E·海勒斯和克里斯托弗·麦基。

## 奖项
- 1978年 卡尔·史瓦西奖章
- 2014年 亨利·诺利斯·罗素讲座